# Plattenbau

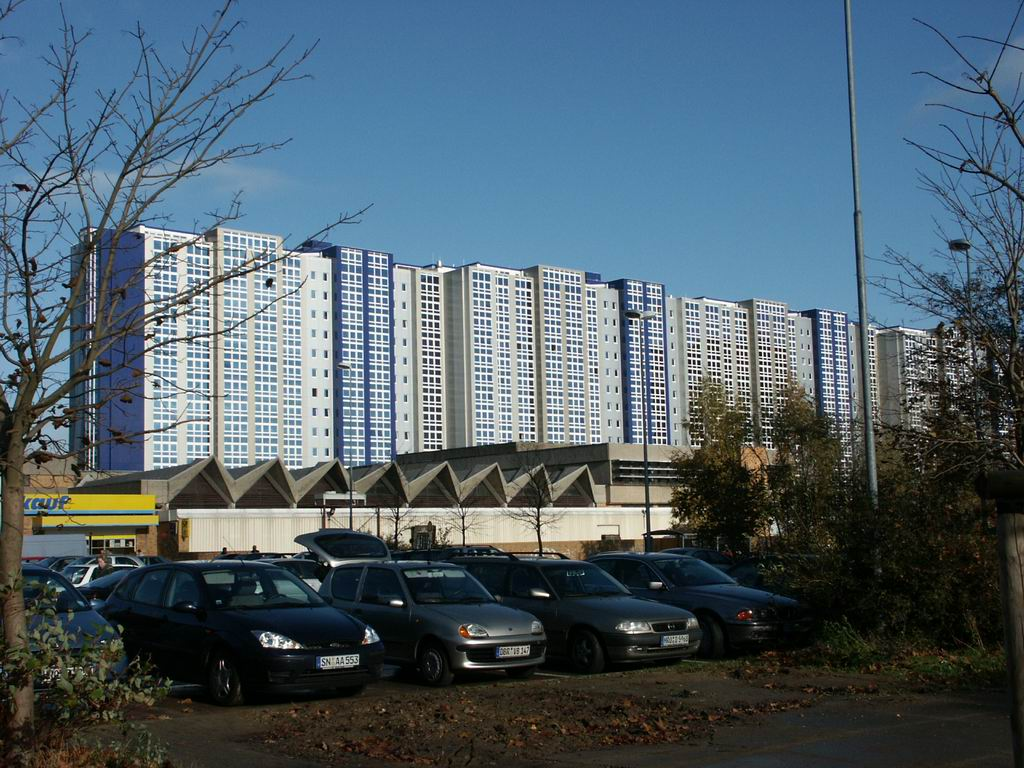
Un Plattenbau modernizado en Rostock.

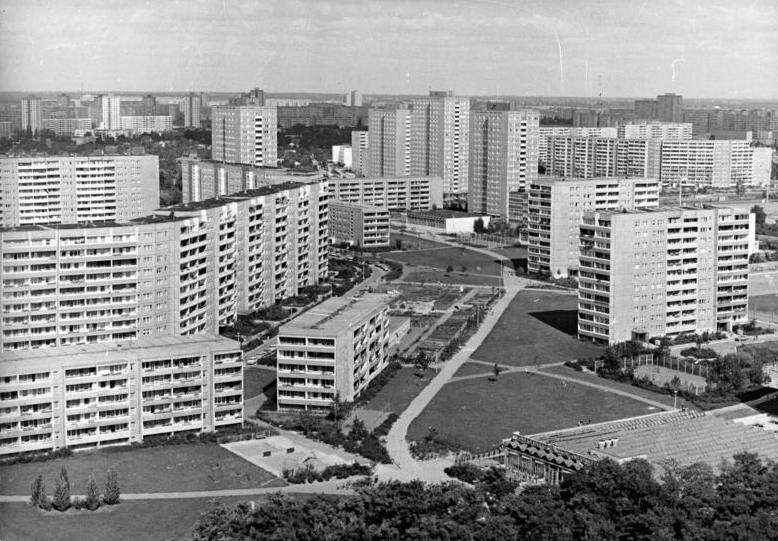
Berlin-Marzahn, el mayor Neubaugebiet de Alemania del Este (1987).

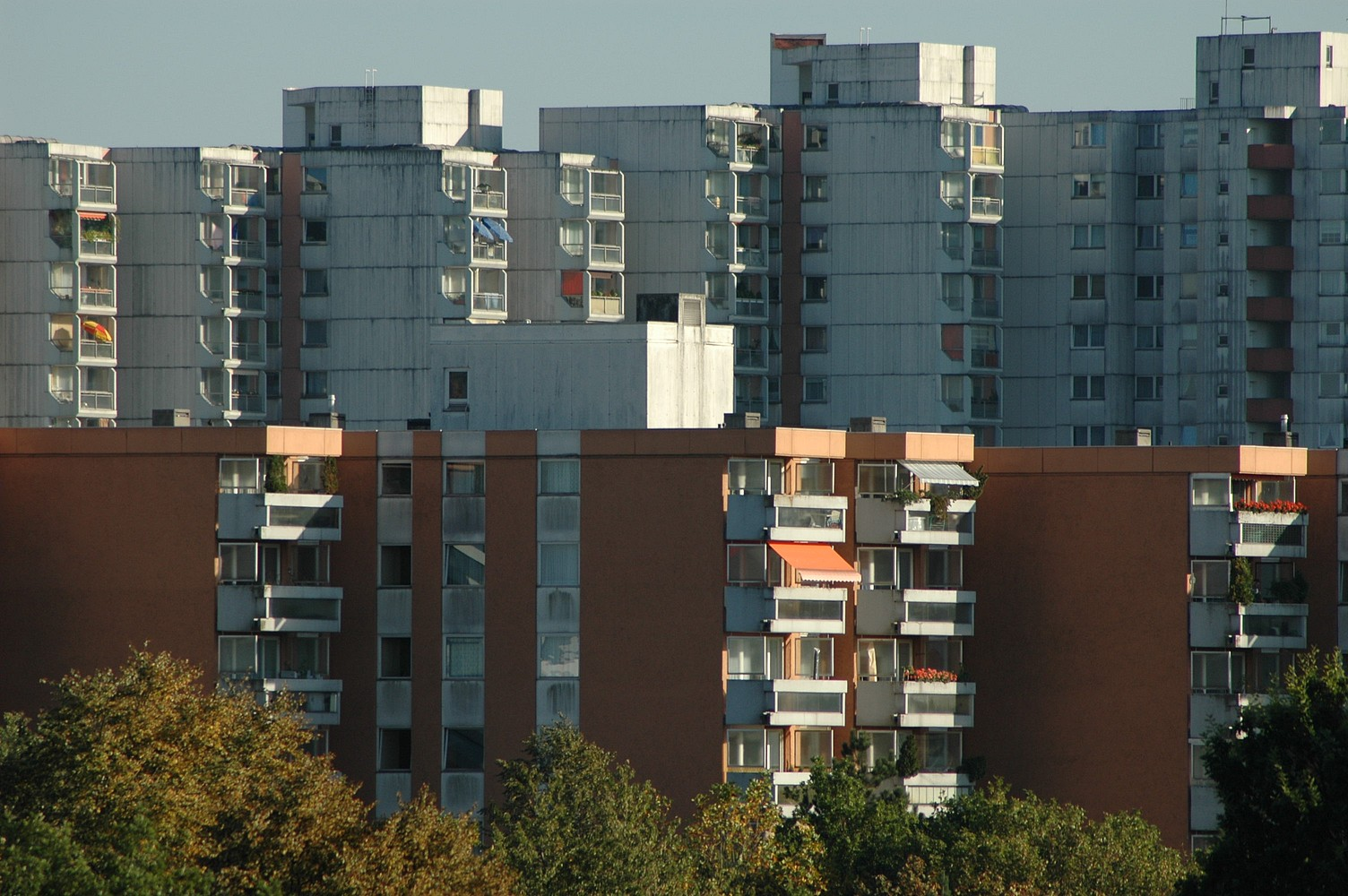
Un Plattenbau en Múnich-Neuperlach, Alemania Occidental.

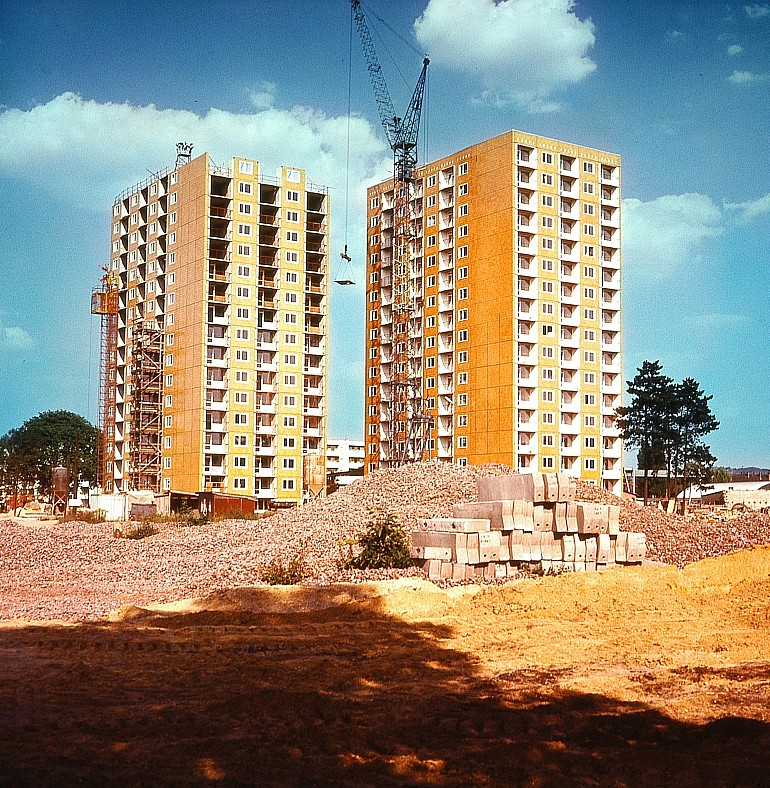
Construcción de edificios prefabricados en Dresde (1972-1973).

Un Plattenbau (en plural Plattenbauten) es un edificio cuya estructura se construye con grandes forjados prefabricados. Es una palabra compuesta del alemán Platte (panel) y Bau (edificio).
Aunque los Plattenbauten se consideran a menudo típicos de Alemania del Este, el método de construcción prefabricado se usó ampliamente en Alemania Occidental y otros lugares, en especial en vivienda pública. En inglés este método de construcción también se denomina large-panel system building (sistema de construcción con grandes paneles) o LPS.

## Historia
Los Países Bajos fueron pioneros en la construcción de edificios prefabricados tras la Segunda Guerra Mundial, basándose en sistemas de construcción desarrollados en los Estados Unidos. El primer plattenbau de Alemania es el conocido como Splanemann-Siedlung situado en el distrito Lichtenberg de Berlín, construido entre 1926 y 1930. Estos edificios de apartamentos de dos y tres plantas se construyeron con forjados fabricados localmente, inspirados en el Betondorp holandés, situado en Watergraafsmeer,  un suburbio de Ámsterdam.
En Alemania del Este, las zonas de plattenbau se denominan Neubaugebiet (“nueva zona de desarrollo”). Prácticamente todos los nuevos edificios residenciales desde los años sesenta se construyeron en este estilo, porque era una manera rápida y relativamente barata de solucionar la severa escasez de viviendas del país, que fue causada por los bombardeos de la guerra y la gran llegada de refugiados alemanes de más al este.
Había varios diseños comunes de plattenbau. El más común fue el P2, seguido por el WBS 70, el WHH GT 18, y el Q3A. Los diseños eran flexibles y se podían construir con ellos torres de distintas alturas.
Ha habido proyectos de plattenbauten de pocas plantas, como la ciudad de Bernau justo al norte de Berlín. Esta ciudad tenía un centro histórico casi completo con muchos edificios de madera dentro de sus murallas. Muchos de estos edificios fueron derribados después de 1975 y durante los ochenta y sustituidos con edificios de 2-4 plantas construidos con paneles de hormigón prefabricados.
Para que encajara con la iglesia medieval y la muralla casi completa, los edificios tenían unidades pequeñas y eran más bajos cuando estaban más lejos de la iglesia y más cerca de la muralla. Un proyecto similar fue el Nikolaiviertel alrededor de la histórica iglesia de san Nicolás en el casco antiguo de Berlín. En el caso de Nikolaiviertel los edificios tenían un diseño más histórico.
Los apartamentos plattenbau eran considerados muy deseables en Alemania del Este. La principal alternativa eran viviendas abarrotadas y deterioradas de antes de la guerra, a menudo con daños todavía visibles. Desde la reunificación el descenso de la población, la renovación de edificios antiguos y la construcción de viviendas modernas ha provocado una alta desocupación en estos edificios. Algunas estimaciones sitúan el número de unidades vacías en torno al millón. Muchos plattenbauten se construyeron en grandes barrios, a veces en las afueras de ciudades (como Marzahn y Hellersdorf en Berlín y Halle-Neustadt), situados inconvenientemente.
Mientras muchos apartamentos plattenbau se han renovado a un nivel alto, algunos se están derribando, aunque la falta de fondos ha hecho que muchos de ellos se hayan dejado abandonados. Debido a la construcción modular, algunos son desmantelados y trasladados a una nueva ubicación.
En Chile se utilizó entre 1972 y 1979 el sistema denominado KPD (sigla del concepto ruso «Крупнопанельное домостроение» o Krupnopanel'noye domostroyeniye; en español: «Construcción de viviendas con paneles grandes» o «gran panel constructivo») gracias a la donación de la Unión Soviética de una fábrica de paneles de hormigón para construir edificios modulares y que fue instalada en El Belloto. En total se construyeron 135 edificios de departamentos en Quilpué, Villa Alemana, Viña del Mar y el Gran Santiago.